# Helen Pankhurst
Helen Pankhurst(1964) é uma ativista britânica dos direitos das mulheres, académica e escritora. Ela é atualmente consultora sénior da CARE International a trabalhar no Reino Unido e na Etiópia. É bisneta de Emmeline Pankhurst e neta de Sylvia Pankhurst, ambas líderes do movimento sufragista. Em 2018, Pankhurst convocou o Centenary Action Group, uma coligação entre partidos de mais de 100 ativistas, políticos e organizações de direitos das mulheres que fazem campanha para acabar com as barreiras à participação política das mulheres.

## Infância e educação
Helen Pankhurst foi criada na Etiópia até os 12 anos, filha do historiador Richard Pankhurst. Ele e a sua mãe Sylvia Pankhurst, a ex-sufragista, estabeleceram-se naquele país na década de 1950. O seu avô paterno era Silvio Corio, um anarquista italiano. A mãe de Helen era Rita Eldon Pankhurst, académica e ativista. Helen tem uma irmã, Alula Pankhurst, estudiosa da Etiópia tal como os seus pais.
Iniciou os seus estudos em francês, no Lycée Guebre-Mariam, em Adis Abeba. A família mudou-se para Londres após o golpe de estado de 1974 que derrubou o imperador Haile Selassie e iniciou a Guerra Civil Etíope. Ela continuou os seus estudos no Lycée Charles de Gaulle antes de ir para o Atlantic College no País de Gales, o primeiro dos United World Colleges. Estudou depois na Universidade de Sussex na Inglaterra, Vassar College em Nova Iorque e, finalmente, na Universidade de Edimburgo, na Escócia, onde obteve um doutoramento em ciências sociais. A sua tese foi publicada pela Editora Zed em 1992 como Desenvolvimento do Género e Identidade: Um Estudo Etíope.

## Trabalho e ativismo
Helen Pankhurst trabalhou para uma série de organizações internacionais de desenvolvimento, incluindo ACORD, Womankind Worldwide e CARE International, principalmente na Etiópia. O seu foco tem sido em programas e políticas de desenvolvimento urbano e rural, higiene e saneamento da água e direitos das mulheres.
Pankhurst tem sido administradora da Water Aid, Farm Africa e Action Aid e foi Professora Visitante Sénior na London School of Economics (LSE) e Professora Visitante na Universidade Metropolitana de Manchester.
Na cerimónia de abertura dos Jogos Olímpicos de Verão de 2012, Pankhurst apareceu ao lado da sua filha, Laura. Desde então, a dupla formou um grupo chamado Sufragistas Olímpicas, que faz campanha em várias questões de direitos das mulheres. Ela também lidera e fala na marcha de Londres todos os anos em 8 de março para o Dia Internacional da Mulher.
Em 2018, Pankhurst convocou o Centenary Action Group (CAG), uma coligação entre partidos de mais de 100 ativistas, políticos e organizações de direitos das mulheres que fazem campanha para acabar com as barreiras à participação política das mulheres. O CAG fez campanha em questões que vão desde o aumento da transparência na seleção de candidatos de partidos políticos até o fim da violência e do abuso de mulheres.
Pankhurst lidera e faz parte do comité de direção da GM4women2028, uma instituição de caridade que cria mudanças para as mulheres de Manchester. Outros membros do comité incluem a professora Francesca Gains e a professora Jill Rubery. Em fevereiro de 2021, ela liderou “uma revelação de cartão de pontuação virtual” testemunhada por Andy Burnham, mayor de Manchester. Os cartões de pontuação GM4Women2028 estão a acompanhar a igualdade de género à medida que Manchester se aproxima de 2028 - o centenário da Lei da Representação do Povo (Direito de Voto Igualitário) de 1928, que deu a todas as mulheres britânicas o direito de votar em igualdade de condições com os homens.
Durante a pandemia do COVID-19 no Reino Unido, ela liderou o lobbying em nome de prestadores de cuidados infantis para garantir que fossem tratados de forma justa pelo Esquema de Retenção de Empregos do governo.

## Honras e prémios
Pankhurst tem um doutoramento honorário da Universidade de Edge Hill. Ela foi nomeada Comandante da Ordem do Império Britânico (CBE) nas Honras de Ano Novo de 2019 por serviços à igualdade de género. Em outubro de 2018, ela foi nomeada a primeira chanceler da Universidade de Suffolk, um papel em grande parte cerimonial.

## Escrita
O livro de Pankhurst Deeds not Words: The Story Of Women's Rights Then And Now foi publicado em fevereiro de 2018.

## Vida pessoal
Pankhurst é bisneta de Emmeline Pankhurst, ativista política e líder do movimento sufragista britânico e neta de Sylvia Pankhurst, ativista do movimento sufragista no Reino Unido. Ela é filha do historiador Richard Keir Pethick Pankhurst e da bibliotecária Rita (nascida Eldon) Pankhurst, o seu irmão é Alula Pankhurst. As líderes sufragistas Christabel e Adela eram suas tias-avós. Casou-se com David Loakes (mantendo seu nome de solteira) e tem dois filhos adultos.
Pankhurst aconselhou e teve uma participação especial no filme Suffragette de 2015 ao lado da sua filha. Ela promoveu o filme em todo o mundo, visitando a Austrália, Japão, EUA e por todo o Reino Unido.